# Haz de tensores
En matemáticas, un haz de tensores o haz tensorial de una variedad es la suma directa de todos los productos tensoriales del fibrado tangente y del fibrado cotangente de la variedad. Para realizar cálculos en el haz tensorial se necesita una conexión, excepto en el caso especial de la derivada exterior de tensores antisimétricos.

## Definición
Un haz de tensores es un fibrado en el que las fibras son productos tensoriales de cualquier número de copias del espacio tangente y/o del espacio cotangente del espacio base, que es una variedad. Como tal, la fibra es un espacio vectorial y el haz tensorial es un tipo especial de fibrado vectorial.: 15 